# Shuttle Training Aircraft

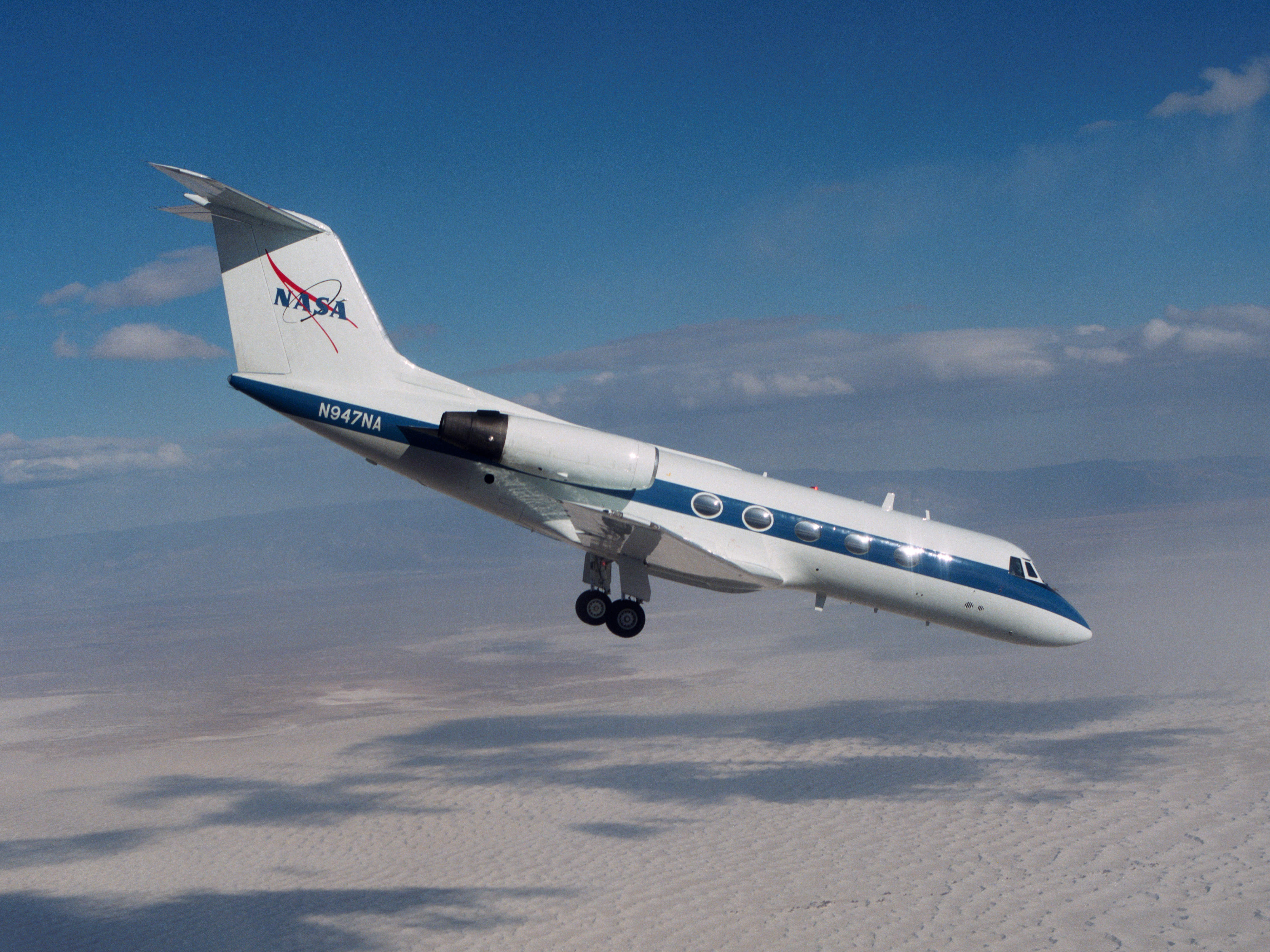
Lo Shuttle Training Aircraft durante gli esercizi di addestramento fortemente inclinato per simulare l'angolo di attacco che assume lo Space Shuttle durante la discesa verso la pista. Si può notare il carrello d'atterraggio abbassato, che aumenta la resistenza aerodinamica

Lo Shuttle Training Aircraft (STA) è un velivolo di addestramento della NASA che riproduce il comportamento e le caratteristiche di manovrabilità dello Space Shuttle, permettendo ai piloti di simulare gli atterraggi dello Shuttle in condizioni controllate.
È una versione modificata dell'aereo Grumman Gulfstream II, precedentemente costruito dalla Grumman Aircraft Engineering Corporation e successivamente dalla Gulfstream Aerospace Corporation, che è stata acquisita dalla General Dynamics nel 1999.
Gli STA sono stanziati all'aeroporto di Ellington Field, situato a pochi chilometri di distanza dal Johnson Space Center a Houston in Texas. Questi aerei sono utilizzati dagli astronauti per addestrarsi negli atterraggi alla Shuttle Landing Facility, presso il Kennedy Space Center in Florida, una delle piste dove atterrano gli Shuttle. Inoltre viene utilizzato anche per verificare le condizioni meteorologiche prima dei lanci.
L'addestramento è un requisito assolutamente necessario per i piloti poiché lo Space Shuttle non possiede dei propulsori atmosferici (come quelli dei normali aerei) che permettono di ritentare l'atterraggio se l'avvicinamento alla pista non è corretto. Dopo il rientro, lo Shuttle è essenzialmente un aliante molto pesante (è a volte soprannominato 'flying brick' - 'mattone volante') e quindi ha solo una opportunità di atterraggio.

## Caratteristiche
La parte esterna del velivolo è stata modificata per permettere di sostenere le elevate forze aerodinamiche presenti durante le esercitazioni. All'interno dell'aereo è presente una cabina di comando modificata che rispecchia fedelmente quella dello Shuttle, compresi i sedili.
Per raggiungere la velocità di discesa e il profilo aerodinamico del vero Shuttle, viene abbassato il carrello d'atterraggio principale (quello anteriore rimane invece alzato) e vengono attivati gli inversori di spinta. Gli ipersostentatori possono orientarsi verso l'alto per diminuire la portanza e verso il basso per aumentarla. Sono presenti delle coperture sul finestrino anteriore del pilota in modo da fornire lo stesso campo visivo dell'Orbiter. I comandi relativi al pilota riproducono fedelmente quelli dello Shuttle, mentre i controlli normali sono posizionati a destra, dove si siede l'istruttore di volo. Entrambe le postazioni possiedono un Head Up Display (HUD).
Un sofisticato computer di bordo simula le dinamiche di volo dell'Orbiter quasi perfettamente. Per simulare gli eventi nella cabina di comando, l'istruttore effettua le seguenti manovre:
1. abbassa il carello d'atterraggio principale
2. seleziona gli inversori di spinta
3. inserisce la modalità di simulazione, che attiva i controlli dello Shuttle

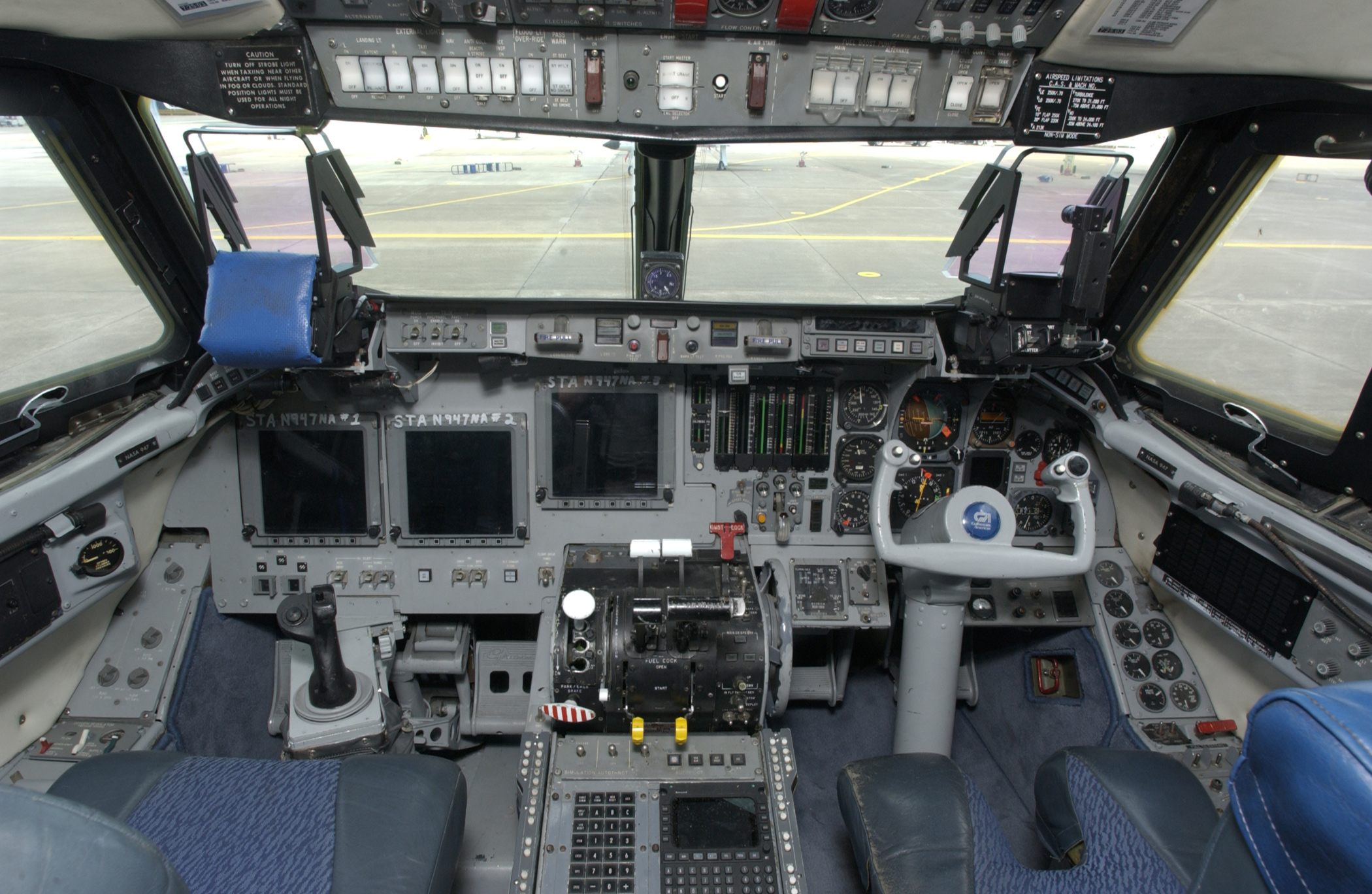
L'abitacolo dello Shuttle Training Aircraft. Davanti alla postazione del comandante, a sinistra, è presente un Head-Up Display (HUD) dello stesso tipo usato nello Shuttle, un rotational hand controller (RHC) per manovrare il velivolo e display multifunzione. Il pilota istruttore, che occupa il sedile di destra può accedere ad un simile HUD, ai comandi di volo e alla strumentazione tradizionale.

Successivamente il pilota guida il velivolo lungo un cerchio (heading alignment circle) che allinea il velivolo con la pista di atterraggio.
Un computer di bordo chiamato Advanced Digital Avionics System (ADAS) controlla il Direct Lift Control (DLC) e gli inversori di spinta nella modalità di simulazione. In una esercitazione normale, il pilota deve scendere fino a 20 000 piedi (6 100 m) ad una velocità di 280 nodi (519 km/h), a 15 miglia (24 km) dal punto di atterraggio. In seguito il pilota effettua un rollio ad una altezza di 12 000 piedi (3 700 m) e ad una distanza di 7 miglia (11 km) dal punto di atterraggio. Il naso dell'aereo viene abbassato per aumentare la velocità fino a 300 nodi (560 km/h) e scendere con un angolo di 20°. A 1 750 piedi (533 m) la discesa viene rallentata portando l'angolo a 3°. L'abbassamento del carrello di atterraggio dello Shuttle viene simulata a 300 piedi (90 m) sopra al suolo, poiché il carrello dell'STA è abbassato per tutto il volo. Il carrello anteriore viene abbassato a 150 ft (46 m).
Se la velocità è corretta, una luce verde sul pannello della strumentazione segnala l'atterraggio riuscito, quando gli occhi del pilota sono a 32 piedi (10 m) sopra la pista, ovvero l'esatta posizione della testa del pilota durante un vero atterraggio. Nell'esercitazione il velivolo sta invece volando a 20 piedi (6 m) sopra la superficie. Il pilota istruttore deseleziona la modalità di simulazione, disattiva gli inversori di spinta e sorvola la pista, senza atterrare. Ogni comandante e ogni pilota di Space Shuttle deve aver compiuto almeno 900 simulazioni di questo tipo .
La flotta di STA della NASA è costituita da quattro aerei Gulfstream II, con i seguenti numeri di coda:
- N944NA (sn144)
- N945NA (sn118)
- N946NA (sn146)
- N947NA (sn147)

Nel caso i T-38 non siano in uso, gli STA possono trasportare membri dell'equipaggio da un sito all'altro, tipicamente dal Johnson Space Center a Houston al Kennedy Space Center a Cape Canaveral in Florida.